# Трей Янг
Рейфорд Трей Янг (англ. Rayford Trae Young; нар. 19 вересня 1998, Лаббок, штат Техас, США) — американський професійний баскетболіст, розігруючий захисник команди НБА «Атланта Гокс». Під час навчання у коледжі він грав у баскетбольній команді «Оклахома Сунерс». У 2017 році він повторив рекорд за кількістю передач в NCAA дивізіону I в одиночній грі (22). Янг став єдиним гравцем, який коли-небудь очолював NCAA одночасно за очками та передачами в одному сезоні. Він був обраний «Даллас Маверікс» у драфті НБА 2018 року у першому раунді під п'ятим номером, але згодом був переданий в «Атланта Гокс», разом із майбутнім першим раундом драфту, за право отримати Луку Дончича. У 2019 році Янг приєднався до Дончича у відборі до першої команди новачків НБА.